# Poblat talaiòtic de Torralba d'en Salort
El poblat talaiòtic de Torralba d'en Salort és un jaciment arqueològic talaiòtic situat al sud de l'illa de Menorca, a la carretera entre Alaior i Cala en Porter. Presenta una de les taules més altes que es conserven a Menorca, així com una sala hipòstila i dos talaiots.
Els arqueòlegs Manuel Fernández-Miranda i William Waldren van excavar al jaciment entre els anys 70 i 80 del segle xx, especialment al recinte de taula, que avui en dia encara es conserva en molt bon estat.
Dins el recinte de taula, s'hi van trobar una estàtua de bronze en forma de brau, dues figures de terracota d'origen púnic que representen la dea Tanit i fragments d'ossos i ceràmica.
És un dels jaciments prehistòrics menorquins que es presenten a la candidatura de la Menorca Talaiòtica com a patrimoni de la humanitat a la UNESCO.

## Parts del poblat
A part de la taula, s'hi troben alguns dels elements característics dels assentaments prehistòrics menorquins, com els talaiots i les sales hipòstiles. També s'hi poden veure algunes coves excavades en el subsòl i altres estructures que conformaven el conjunt del poblat.

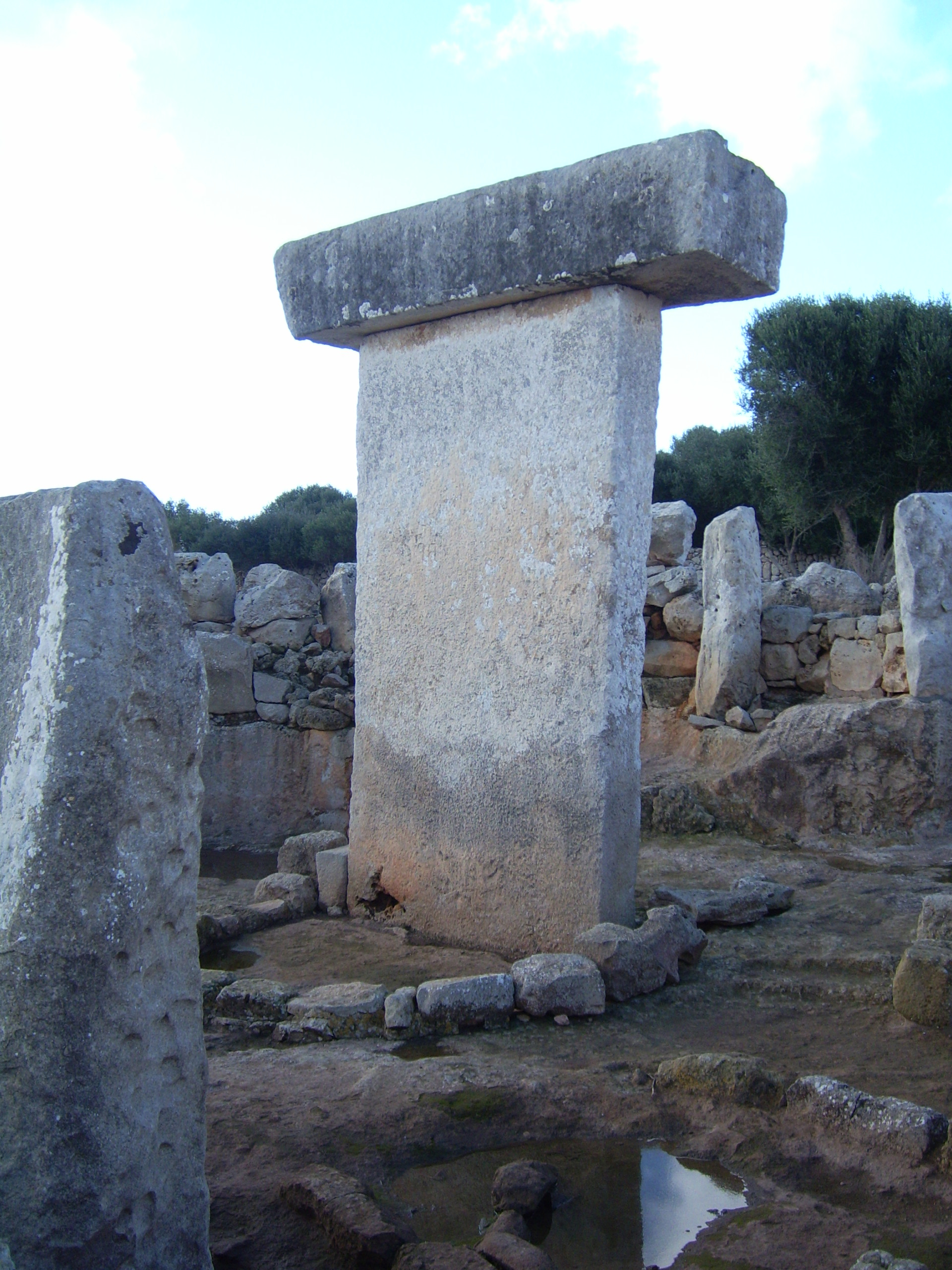
Taula de Torralba d'en Salort

El que destaca a primer cop d'ull és el talaiot principal. En els seus orígens, tenia forma troncocònica, amb planta circular, però actualment es veu només la part superior de l'edifici, mentre que la base està coberta per blocs despresos. A la seva cimera sembla insinuar-se un cos massís envoltant una columna. Aquest talaiot no ha estat encara objecte de cap excavació arqueològica.
El segon talaiot es troba rere el recinte de la taula i està construït sobre una casa pretalaiòtica anterior, de planta ovalada, amb murs construïts amb pedres de mida petita. Al seu interior s'hi va trobar un atuell que contenia cereals carbonitzats dels voltants del 1300 aC, segons la datació basada en el carboni 14 que es va realitzar. Després que el talaiot entrés en desús, part de les pedres es van usar per construir el recinte de la taula. S'estima que hi ha un tercer talaiot amagat per la vegetació.
La part més espectacular de Torralba la constitueix, sense cap dubte, el seu recinte de taula, la peça central de la qual s'ha convertit en un dels símbols de la prehistòria menorquina. La Taula, de gran elegència, arriba als 5 metres d'alt per 2 i mig d'ample aproximadament, i demostra a la perfecció com les persones d'època talaiòtica van saber combinar en ella el pes i la rotunditat de la pedra amb una noció gairebé aèria de les formes. La pedra vertical fa uns 4,30 metres d'alçada, entre 2,39 i 2,50 metres d'ample i entre 0,40 i 0,60 metres de gruix. La pedra capitell fa entre 3,7 i 3,8 metres de llarg, entre 1,05 i 1,20 metres d'ample i 0,70 metres de gruix. En ella, s'hi va trobar un altar de pedra que a la seva part superior conservava les restes d'una escultureta de bronze que representava un cavall. Al seu costat, es va trobar una altra escultura en forma de bou fosa en bronze a què es va donar el nom de Bou de Torralba i que es pot veure actualment al Museu de Menorca. Quan es va realitzar l'excavació arqueològica es va documentar també una capa de cendres amb restes d'ossos d'animals, especialment cabres i/o ovelles. Tant els murs interns com els externs que formen el recinte en forma de ferradura del santuari, com la taula en si, estan fetes de pedres tallades.
La sala hipòstila de Torralba, aguantada per columnes, és l'única que conserva la capa de terra, molt ben delimitada, sobre la seva coberta de pedra. És un a de les millor conservades de l'illa i manté íntegra la coberta.
En aquest jaciment hi ha també tot un seguit d'hipogeus, coves naturals i cisternes, així com les restes de cases circulars i de la muralla que devia envoltar el poblat.
No gaire enfora del poblat hi ha el pou de na Patarrà també prehistòric i de gran monumentalitat, però no visitable.